# Gunnar Olsson (1908)
Gunnar Olsson (19 luglio 1908 – 27 settembre 1974) è stato un calciatore svedese, di ruolo attaccante.

## Palmarès

### Club

#### Competizioni nazionali
- Campionato svedese: 1

GAIS: 1926